# Centrale idroelettrica di Fervento
La centrale idroelettrica di Fervento è situata nel comune di Boccioleto, in provincia di Vercelli.

## Caratteristiche
I macchinari consistono in tre gruppi, con turbine Francis ad asse orizzontale.